# Baeometra uniflora
Baeometra uniflora ist die einzige Art der Pflanzengattung Baeometra innerhalb der Familie der Zeitlosengewächse (Colchicaceae). Sie ist ein Endemit in der Capensis.

## Beschreibung und Synökologie

### Erscheinungsbild und Blatt
Baeometra uniflora wächst als sommergrüne, ausdauernde krautige Pflanze, die Wuchshöhen von bis zu 25 cm erreicht. Dieser Geophyt bildet als Speicherorgan unterirdische, bei einer Höhe von bis zu 30 cm asymmetrisch eiförmige Sprossknollen, die mit einer dunkelbraunen, ledrigen Tunika bedeckt sind. Im Frühling werden neue oberirdische Pflanzenteile gebildet.
Meist sind fünf bis acht sitzende, stängelumfassende Laubblätter vorhanden; diese sind grundständig und am Stängel verteilt fächerartig angeordnet. Die einfachen Blattspreiten sind schmal, linealisch-lanzettlich und rinnig.

### Blütenstand, Blüte und Bestäubung
Die Blütezeit liegt in Südafrika zwischen August und Oktober. In einem traubigen oder ährigen, zymösen Blütenstand stehen ein bis fünf fast aufrechte, sitzende bis kurz gestielte Blüten zusammen. Die linealisch-verkehrt-lanzettlichen, pfriemförmigen oder fadenförmigen Deckblätter werden nach oben hin allmählich kleiner und das der obersten Blüte fehlt.
Die nicht duftenden, zwittrigen Blüten sind radiärsymmetrisch und dreizählig. Die sechs gleichgestaltigen, freien Blütenhüllblätter sind mehr oder weniger aufrecht bis ausgebreitet, stehen trichterförmig zusammen und verwelken rasch nach der Anthese. Die 3 bis 12 mm lang genagelten Blütenhüllblätter sind bei einer Länge von 15 bis 28 mm verkehrt-lanzettlich. Die Farben der Blütenhüllblätter reichen von schwefelgelb bis orangefarben mit einer dunkel-kastanienfarbenen Basis, dem Saftmal; sie sind außen rot. An den Blütenhüllblättern sind keine Nektarien vorhanden. Es sind zwei Kreise mit je drei Staubblättern vorhanden. Die am oberen Ende des Blütenhüllblattnagels inserierten Staubfäden sind etwa 3 mm lang und dunkel-kastanienfarben. Die 2 bis 4 mm langen Staubbeutel sind gelb. Drei Fruchtblätter sind zu einem bei einer Länge von 7 bis 10 mm zylindrischen, dreilappigen Fruchtknoten verwachsen. Je Fruchtknotenkammer sind viele Samenanlagen vorhanden. Die drei kurzen, hakenförmigen Narben sind etwa 0,5 mm lang.
Die Blüten schließen sich bei Nacht oder bei düsterem Wetter und öffnen sich nur vollständig bei vollem, hellen Sonnenschein. Dann kommt ihre leuchtende Blütenfarbe und das kontrastierende, dunkle Saftmal besonders zur Geltung. Die Bestäubung erfolgt durch Käfer der Tribus Hopliini innerhalb der Blatthornkäfer (Scarabaeidae); daher die Trivialnamen „Beetle Lily“ (englisch) und „Kewerlelie“ (afrikaans). Die kurzen Narben und das Fehlen von Nektar sind Anpassungen an diese Bestäuber.

### Frucht und Samen
Die holzigen, mit einer Länge von 3 bis 5 cm relativ langen, zylindrischen Kapselfrüchte öffnen sich nur am oberen Ende und spalten sich zwischen den Fruchtlappen auf. Die braunen Samen sind fast kugelig, aber durch die Enge in der Kapselfrucht kantig.

### Chromosomenzahl
Die Chromosomengrundzahl beträgt x = 11.

## Vorkommen
Baeometra uniflora kommt nur im südwestlichen Teil der südafrikanischen Provinz Westkap vor. Ihr Verbreitungsgebiet reicht von der Nähe von Tulbagh ostwärts bis Riversdale. Sie gedeiht in Winterregengebieten.
Baeometra uniflora tritt in relativ individuenreichen Beständen auf. Sie gedeiht am besten in offenen, saisonal sumpfigen oder wasserstauenden Standorten auf tonigen oder lehmigen Böden. Oft findet man Baeometra uniflora an etwas gestörten Standorten, beispielsweise an Straßen- und Wegrändern und auf Wiesen. Meist findet man sie in niedrigeren Höhenlagen an feuchten, gemäßigten Standorten und selten oder nie gibt es in diesen Gebieten während der Wachstumsperiode Frost.
In der Roten Liste der gefährdeten Arten Südafrikas wird Baeometra uniflora gelistet. Eine Bewertung der Gefährdung dieses Endemiten liegt aber nicht vor.
Baeometra uniflora ist in Western Australia eine invasive Pflanze und ihre Ausbreitung wird bekämpft.

## Systematik
Die Erstveröffentlichung erfolgte 1791 unter dem Namen (Basionym) Melanthium uniflorum durch Nikolaus Joseph von Jacquin in Collectanea, 4, S. 100. Die Neukombination zu Baeometra uniflora erfolgte 1941 durch Gwendoline Joyce Lewis in Journal of South African Botany, Volume 7, S. 59 als einzige Art der reaktivierten Gattung Baeometra. Richard Anthony Salisbury stellte 1812 die Gattung Baeometra mit der einzigen Art Baeometra columellaris Salisb. auf – ohne zu wissen, dass diese Art schon beschrieben war. Der Gattungsname Baeometra leitet sich von den griechischen Wörtern baios für klein und metron für Maß ab, dies bezieht sich auf die Größe der Pflanze. Das Artepitheton uniflora bedeutet einblütig. Synonyme für Baeometra uniflora (Jacq.) G.J.Lewis sind: Kolbea uniflora (Jacq.) Harv., Melanthium aethiopicum Desr., Melanthium flavum Sm., Epionix flava Raf., Epionix rubra Raf., Baeometra breyniana Baill. nom. illeg. Synonyme für Baeometra Salisb. ex Endl. sind Kolbea Schltdl. und Epionix Raf.
Baeometra uniflora ist die einzige Art der Gattung Baeometra aus der Tribus Anguillarieae D.Don innerhalb der Familie Colchicaceae; sie wurde früher in die Tribus Baeometreae und auch in die Familie Liliaceae eingeordnet.

## Nutzung
Baeometra uniflora wird als Zierpflanze verwendet. Sie bildet schnell Bestände an Straßenrändern und auf Rasenflächen.